# Kaivosjärvi (Karesuando socken, Lappland, 760340-177465)
Kaivosjärvi är en sjö i Kiruna kommun i Lappland och ingår i Torneälvens huvudavrinningsområde. Sjön har en area på 0,0617 kvadratkilometer och ligger 440 meter över havet.

## Delavrinningsområde
Kaivosjärvi ingår i det delavrinningsområde (760350-177510) som SMHI kallar för Utloppet av Hirvasjärvi. Medelhöjden är 452 meter över havet och ytan är 2,68 kvadratkilometer. Det finns inga avrinningsområden uppströms utan avrinningsområdet är högsta punkten. Hirvasjoki som avvattnar avrinningsområdet har biflödesordning 3, vilket innebär att vattnet flödar genom totalt 3 vattendrag innan det når havet efter 416 kilometer. Avrinningsområdet består mestadels av skog (75 procent). Avrinningsområdet har 0,59 kvadratkilometer vattenytor vilket ger det en sjöprocent på 22,1 procent.